# Scotinella
Scotinella là một chi nhện trong họ Phrurolithidae.

## Các loài
- Scotinella britcheri (Petrunkevitch, 1910) i c g
- Scotinella brittoni (Gertsch, 1941) i c g
- Scotinella custeri Levi, 1951 i c g
- Scotinella deleta (Gertsch, 1941) i c g
- Scotinella divesta (Gertsch, 1941) i c g
- Scotinella divinula (Gertsch, 1941) i c g
- Scotinella dixiana Roddy, 1957 i c g
- Scotinella fratrella (Gertsch, 1935) i c g b
- Scotinella madisonia Levi, 1951 i c g
- Scotinella manitou Levi, 1951 i c g
- Scotinella minnetonka (Chamberlin & Gertsch, 1930) i c g b
- Scotinella pallida Banks, 1911 i c g
- Scotinella pelvicolens (Chamberlin & Gertsch, 1930) i c g
- Scotinella pugnata (Emerton, 1890) i c g
- Scotinella redempta (Gertsch, 1941) i c g b
- Scotinella sculleni (Gertsch, 1941) i c g b

Data sources: i = ITIS, c = Catalogue of Life, g = GBIF, b = Bugguide.net